# Аїса
Аїса (ісп. Aísa) — муніципалітет в Іспанії, у складі автономної спільноти Арагон, у провінції Уеска. Населення — 394 особи (2009).
Муніципалітет розташований на відстані близько 360 км на північний схід від Мадрида, 65 км на північ від Уески.
На території муніципалітету розташовані такі населені пункти: (дані про населення за 2009 рік)
- Аїса: 156 осіб
- Канданчу: 86 осіб
- Еспоса: 46 осіб
- Сінуес: 74 особи

## Демографія
Динаміка населення (INE ):

## Галерея зображень

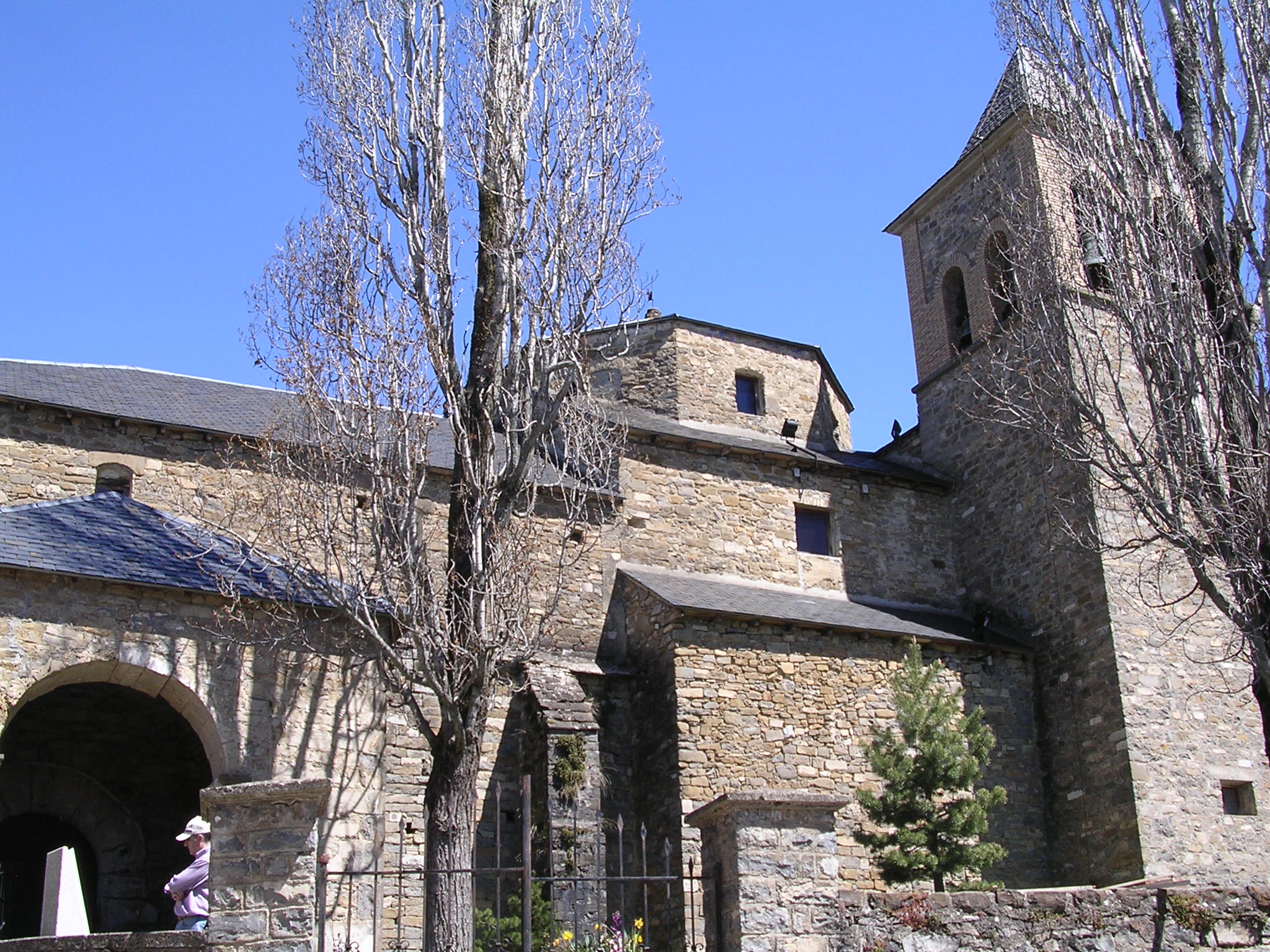
Парафіяльна церква Нуестра-Сеньйора-де-ла-Асунсьйон-де-Аїса